# Guldkorn från Folkparkerna 100 år
Guldkorn från Folkparkerna 100 år är en samlingsskiva med gamla låtar som spelats i folkparkerna i Sverige. Skivan gavs ut som en jubileumsskiva när folkparkerna i Sverige firade 100 år och på Stora folkparksdagen lördagen den 20 augusti 2005, ett jubileum som uppmärksammades i flera parker. 

## Låtlista
| Nr | Artist                        | Låttitel                                 | Årtal | Längd |
| -- | ----------------------------- | ---------------------------------------- | ----- | ----- |
| 1  | Gösta 'Snoddas' Nordgren      | Flottarkärlek                            | 1952  | 2.23  |
| 2  | Owe Thörnqvist                | På festplatsen                           | 1956  | 2.36  |
| 3  | Delta Rhythm Boys             | Flickorna i Småland                      | 1951  | 2.38  |
| 4  | Harry Arnold & Radiobandet    | Stand By                                 | 1957  | 3.17  |
| 5  | Little Gerhard                | Buona Sera                               | 1958  | 2.29  |
| 6  | Lill-Babs                     | Leva livet                               | 1963  | 2.35  |
| 7  | Jerry Williams & The Violents | Twistin' Patricia (Hello Goodbye) (Live) | 1962  | 1.58  |
| 8  | Siw Malmkvist                 | Tunna skivor                             | 1960  | 2.39  |
| 9  | Gunnar Wiklund                | Mest av allt                             | 1964  | 2.37  |
| 10 | Ann-Louise Hanson             | Vita rosor från Aten                     | 1962  | 2.30  |
| 11 | Towa Carson & Lars Lönndahl   | Visa mej hur man går hem                 | 1964  | 3.08  |
| 12 | Jan Malmsjö                   | Caterina                                 | 1962  | 2.09  |
| 13 | Sven-Ingvars                  | Jag ringer på fredag                     | 1967  | 3.14  |
| 14 | Hep Stars                     | Cadillac (Single-version)                | 1965  | 2.37  |
| 15 | Cornelis Vreeswijk            | Brev från kolonien                       | 1964  | 2.20  |
| 16 | Anna-Lena Löfgren             | Lyckliga gatan                           | 1967  | 3.40  |
| 17 | Hootenanny Singers            | Marianne                                 | 1966  | 2.01  |
| 18 | Family Four                   | Kör långsamt                             | 1968  | 3.03  |
| 19 | Svante Thuresson              | Noaks Ark                                | 1970  | 3.37  |
| 20 | Björn Skifs & Blåblus         | Hooked on a Feeling                      | 1973  | 2.54  |
| 21 | Shanes                        | Cara Mia                                 | 1967  | 2.23  |
| 22 | Pugh Rogefeldt & Rainrock     | Dinga linga Lena                         | 1974  | 3.09  |
| 23 | Thorleifs                     | Gråt inga tårar                          | 1975  | 3.40  |
| 24 | Tomas Ledin                   | Sommaren är kort                         | 1982  | 3.04  |